# Thạnh Quới, Cần Thơ
Thạnh Quới là một xã thuộc thành phố Cần Thơ, Việt Nam.

## Địa lý
Xã Thạnh Quới có vị trí địa lý:
- Phía đông giáp xã Vĩnh Thạnh
- Phía tây giáp xã Thạnh An
- Phía nam giáp xã Thạnh Phú
- Phía bắc giáp tỉnh An Giang.

Xã Thạnh Quới có diện tích 103,86 km², dân số năm 2024 là 39.110 người, mật độ dân số đạt 376 người/km².

## Lịch sử
Ngày 20 tháng 9 năm 1975, Bộ Chính trị ban hành Nghị quyết số 245-NQ/TW về việc hợp nhất tỉnh Cần Thơ (ngoại trừ huyện Thốt Nốt), tỉnh Sóc Trăng, tỉnh Trà Vinh, tỉnh Vĩnh Long thành một tỉnh, tên gọi tỉnh mới cùng với nơi đặt tỉnh lỵ sẽ do địa phương đề nghị lên.
Ngày 20 tháng 12 năm 1975, Bộ Chính trị ban hành Nghị quyết số 19/NQ về việc hợp nhất tỉnh Cần Thơ (bao gồm cả huyện Thốt Nốt của tỉnh Long Xuyên), tỉnh Sóc Trăng thành một tỉnh mới, tên gọi tỉnh mới cùng với nơi đặt tỉnh lỵ sẽ do địa phương đề nghị lên.
Ngày 24 tháng 2 năm 1976, Chính phủ Cách mạng lâm thời Cộng hòa miền Nam Việt Nam ban hành Nghị định số 3/NQ/1976 về việc hợp nhất tỉnh Cần Thơ, tỉnh Sóc Trăng và thành phố Cần Thơ thành một tỉnh mới, lấy tên là tỉnh Hậu Giang.
Ngày 28 tháng 3 năm 1983, Hội đồng Bộ trưởng ban hành Quyết định số 21-HĐBT về việc chia xã Thạnh Quới thuộc huyện Thốt Nốt thành xã Thạnh Lộc và xã Thạnh Quới.
Ngày 26 tháng 12 năm 1991, Quốc hội ban hành Nghị quyết về việc chia tỉnh Hậu Giang thành tỉnh Cần Thơ và tỉnh Sóc Trăng.
Ngày 4 tháng 8 năm 2000, Chính phủ ban hành Nghị định số 28/2000/NĐ-CP về việc thành lập thị trấn Thanh An thuộc huyện Thốt Nốt trên cơ sở 185,51 ha diện tích tự nhiên và 3.000 nhân khẩu của xã Thạnh Thắng; 1.595,1 ha diện tích tự nhiên và 9.157 nhân khẩu của xã Thạnh An.
Sau khi điều chỉnh địa giới hành chính, xã Thạnh An thuộc huyện Thốt Nốt có 6.736,29 ha diện tích tự nhiên và 16.566 nhân khẩu.
Ngày 19 tháng 4 năm 2002, Chính phủ ban hành Nghị định số 47/2002/NĐ-CP về việc thành lập xã Thạnh Mỹ thuộc huyện Thốt Nốt trên cơ sở 2.481,65 ha diện tích tự nhiên và 11.448 nhân khẩu của xã Thạnh Quới.
Sau khi điều chỉnh địa giới hành chính, xã Thạnh Quới thuộc huyện Thốt Nốt còn lại 3.733,22 ha diện tích tự nhiên và 15.410 nhân khẩu.
Ngày 26 tháng 11 năm 2003, Quốc hội ban hành Nghị quyết số 22/2003/QH11 về việc chia tỉnh Cần Thơ thành thành phố Cần Thơ trực thuộc trung ương và tỉnh Hậu Giang.
Ngày 2 tháng 1 năm 2004, Chính phủ ban hành Nghị định số 05/2004/NĐ-CP về việc:
- Thành lập huyện Vĩnh Thạnh thuộc thành phố Cần Thơ.
- Chuyển xã Thạnh An và xã Thạnh Quới thuộc huyện Thốt Nốt về huyện Vĩnh Thạnh mới thành lập quản lý.

Ngày 16 tháng 1 năm 2007, Chính phủ ban hành Nghị định số 11/2007/NĐ-CP về việc thành lập thị trấn Vĩnh Thạnh – thị trấn huyện lỵ huyện Vĩnh Thạnh trên cơ sở điều chỉnh 367,79 ha diện tích tự nhiên và 1.695 nhân khẩu của xã Thạnh Quới; 369,78 ha diện tích tự nhiên và 3.126 nhân khẩu của xã Thạnh Mỹ.
Sau khi điều chỉnh địa giới hành chính, xã Thạnh Quới còn lại 3.337,84 ha diện tích tự nhiên và 12.358 nhân khẩu.
Ngày 6 tháng 11 năm 2007, Chính phủ ban hành Nghị định số 162/2007/NĐ-CP về việc thành lập xã Thạnh Tiến thuộc huyện Vĩnh Thạnh trên cơ sở điều chỉnh 2.239,89 ha diện tích tự nhiên và 9.412 nhân khẩu của xã Thạnh An.
Sau khi điều chỉnh địa giới hành chính, xã Thạnh An còn lại 4.488,69 ha diện tích tự nhiên và 10.447 nhân khẩu.
Ngày 12 tháng 6 năm 2025, Quốc hội ban hành Nghị quyết số 202/2025/QH15 về việc sắp xếp đơn vị hành chính cấp tỉnh (nghị quyết có hiệu lực từ ngày 12 tháng 6 năm 2025). Theo đó, sáp nhập tỉnh Hậu Giang và tỉnh Sóc Trăng vào thành phố Cần Thơ.
Ngày 16 tháng 6 năm 2025:
- Quốc hội ban hành Nghị quyết số 203/2025/QH15[15] về việc Sửa đổi, bổ sung một số điều của Hiến pháp nước Cộng hòa xã hội chủ nghĩa Việt Nam. Theo đó, kết thúc hoạt động của đơn vị hành chính cấp huyện trong cả nước từ ngày 1 tháng 7 năm 2025.
- Ủy ban Thường vụ Quốc hội ban hành Nghị quyết số 1668/NQ-UBTVQH15[16] về việc sắp xếp các đơn vị hành chính cấp xã của thành phố Cần Thơ năm 2025 (nghị quyết có hiệu lực từ ngày 16 tháng 6 năm 2025). Theo đó, thành lập xã Thạnh Quới thuộc thành phố Cần Thơ trên cơ sở toàn bộ 22,97 km² diện tích tự nhiên, quy mô dân số là 11.463 người của xã Thạnh Tiến; toàn bộ 45,33 km² diện tích tự nhiên, quy mô dân số là 9.490 người của xã Thạnh An và toàn bộ 35,56 km² diện tích tự nhiên, quy mô dân số là 18.157 người của xã Thạnh Quới thuộc huyện Vĩnh Thạnh.

Xã Thạnh Quới có 103,86 km² diện tích tự nhiên và quy mô dân số là 39.110 người.